# Élections fédérales allemandes de 1990
L’élection du 12e Bundestag a eu lieu le 2 décembre 1990. C'est la première élection fédérale organisée depuis que la République démocratique allemande (RDA) fut absorbée par la République fédérale allemande (RFA). De ce fait, 10 millions de nouveaux électeurs (qui composent les 5 Länder de l'est intégrés) sont amenés à voter. 150 nouveaux sièges sont à pourvoir. C'est la première élection libre dans toute l'Allemagne depuis mars 1933. En sa qualité de doyen de la nouvelle chambre élue, c'est l'ancien chancelier social-démocrate Willy Brandt qui prononce le discours d'ouverture de la première session du Bundestag de l'Allemagne réunifiée.
L'euphorie suivant la réunification donnent à Helmut Kohl et à son parti (CDU) un large avantage, ce qui lui permet d'être reconduit en tant que chancelier.

## Résultats

### Nationaux
|                        |                                            |                                              |                  |                  |                  |                  |            |       |       |        |              |               |  |  |
| Partis                 | Partis                                     | Partis                                       | Circonscriptions | Circonscriptions | Circonscriptions | Circonscriptions | Liste      | Liste | Liste | Liste  | Total sièges | +/−           |  |  |
| Partis                 | Partis                                     | Partis                                       | Votes            | %                | Sièges           | +/-              | Votes      | %     | +/-   | Sièges | Total sièges | +/−           |  |  |
|                        |                                            | Union chrétienne-démocrate d'Allemagne (CDU) | 17 707 574       | 38,27            | 192              | 68               | 17 055 116 | 36,71 | 2,26  | 76     | 268          | 94            |  |  |
|                        | Union chrétienne-sociale en Bavière (CSU)  | 3 423 904                                    | 7,40             | 43               | 2                | 3 302 980        | 7,11       | 2,70  | 8     | 51     | 2            |               |  |  |
| Total CDU/CSU          | Total CDU/CSU                              | 21 131 478                                   | 45,67            | 235              | 66               | 20 358 096       | 43,82      | 0,44  | 84    | 319    | 96           |               |  |  |
|                        | Parti social-démocrate d'Allemagne (SPD)   | Parti social-démocrate d'Allemagne (SPD)     | 16 279 980       | 35,18            | 91               | 12               | 15 545 366 | 33,46 | 3,58  | 148    | 239          | 53            |  |  |
|                        | Parti libéral-démocrate (FDP)              | Parti libéral-démocrate (FDP)                | 3 595 135        | 7,77             | 1                | 1                | 5 123 233  | 11,03 | 1,94  | 78     | 79           | 33            |  |  |
|                        | Les Verts (Grünen) [Ouest]                 | Les Verts (Grünen) [Ouest]                   | 2 037 885        | 4,40             | 0                | en stagnation    | 1 788 200  | 3,85  | 4,41  | 0      | 0            | 42            |  |  |
|                        | Parti du socialisme démocratique (PDS)     | Parti du socialisme démocratique (PDS)       | 1 049 245        | 2,27             | 1                | en stagnation    | 1 129 578  | 2,43  | Nv.   | 16     | 17           | en stagnation |  |  |
|                        | Les Républicains (REP)                     | Les Républicains (REP)                       | 767 652          | 1,66             | 0                | en stagnation    | 987 269    | 2,13  | Nv.   | 0      | 0            | en stagnation |  |  |
|                        | Alliance 90/Parti vert (B90/Gr) [Est]      | Alliance 90/Parti vert (B90/Gr) [Est]        | 552 027          | 1,19             | 0                | en stagnation    | 559 207    | 1,20  | Nv.   | 8      | 8            | 8             |  |  |
|                        | Les Gris - Les Panthères grises (GRAUE)    | Les Gris - Les Panthères grises (GRAUE)      | 218 412          | 0,47             | 0                | en stagnation    | 385 910    | 0,83  | Nv.   | 0      | 0            | en stagnation |  |  |
|                        | Parti écologiste-démocrate (ÖDP)           | Parti écologiste-démocrate (ÖDP)             | 243 469          | 0,53             | 0                | en stagnation    | 205 206    | 0,44  | 0,15  | 0      | 0            | en stagnation |  |  |
|                        | Parti national-démocrate d'Allemagne (NPD) | Parti national-démocrate d'Allemagne (NPD)   | 190 105          | 0,41             | 0                | en stagnation    | 145 776    | 0,31  | 0,29  | 0      | 0            | en stagnation |  |  |
|                        | Union sociale allemande (DSU)              | Union sociale allemande (DSU)                | 131 747          | 0,28             | 0                | en stagnation    | 89 008     | 0,19  | Nv.   | 0      | 0            | en stagnation |  |  |
|                        | Autres                                     | Autres                                       | 77 790           | 0,17             | 0                | en stagnation    | 138 923    | 0,30  | —     | 0      | 0            | en stagnation |  |  |
|                        |                                            |                                              |                  |                  |                  |                  |            |       |       |        |              |               |  |  |
| Votes valides          | Votes valides                              | Votes valides                                | 46 274 925       | 98,47            |                  |                  | 46 455 772 | 98,85 |       |        |              |               |  |  |
| Votes blancs et nuls   | Votes blancs et nuls                       | Votes blancs et nuls                         | 720 990          | 1,53             | 540 143          | 1,15             |            |       |       |        |              |               |  |  |
| Total                  | Total                                      | Total                                        | 46 995 915       | 100              | 328              | 80               | 46 995 915 | 100   | —     | 334    | 662          | 165           |  |  |
| Abstentions            | Abstentions                                | Abstentions                                  | 13 440 645       | 22,24            |                  |                  | 13 440 645 | 22,24 |       |        |              |               |  |  |
| Inscrits/Participation | Inscrits/Participation                     | Inscrits/Participation                       | 60 436 560       | 77,76            | 60 436 560       | 77,76            |            |       |       |        |              |               |  |  |

L’évolution s’entend par rapport au Bundestag élu en 1987 par les onze Länder qui composaient alors la fédération.

### Par Land
| Land                               | Union  | SPD    | FDP    | Grünen | PDS    | REP   | B90   | Autres |
| ---------------------------------- | ------ | ------ | ------ | ------ | ------ | ----- | ----- | ------ |
| Land                               |        |        |        |        |        |       |       |        |
| Bade-Wurtemberg                    | 46,5 % | 29,1 % | 12,3 % | 5,7 %  | 0,3 %  | 3,2 % | -     | 2,9 %  |
| Basse-Saxe                         | 44,3 % | 38,4 % | 10,3 % | 4,5 %  | 0,3 %  | 1,0 % | -     | 1,2 %  |
| Bavière                            | 51,9 % | 26,7 % | 8,7 %  | 4,6 %  | 0,2 %  | 5,0 % | -     | 2,9 %  |
| Berlin                             | 39,4 % | 30,6 % | 9,1 %  | 3,9 %  | 9,7 %  | 2,5 % | 3,3 % | 0,7 %  |
| Brandebourg                        | 36,3 % | 32,9 % | 9,7 %  | -      | 11,0 % | 1,7 % | 6,6 % | 1,8 %  |
| Brême                              | 30,9 % | 42,5 % | 12,8 % | 8,3 %  | 1,1 %  | 2,1 % | -     | 2,3 %  |
| Hambourg                           | 36,6 % | 41,0 % | 12,0 % | 5,8 %  | 1,1 %  | 1,7 % | -     | 1,8 %  |
| Hesse                              | 41,3 % | 38,0 % | 10,9 % | 5,6 %  | 0,4 %  | 2,1 % | -     | 1,7 %  |
| Mecklembourg-Poméranie-Occidentale | 41,2 % | 26,5 % | 9,1 %  | -      | 14,2 % | 1,4 % | 5,9 % | 1,7 %  |
| Rhénanie-du-Nord-Westphalie        | 40,5 % | 41,1 % | 11,0 % | 4,3 %  | 0,3 %  | 1,3 % | -     | 1,5 %  |
| Rhénanie-Palatinat                 | 45,6 % | 36,1 % | 10,4 % | 4,0 %  | 0,2 %  | 1,7 % | -     | 2,0 %  |
| Sarre                              | 38,1 % | 51,2 % | 6,0 %  | 2,3 %  | 0,2 %  | 0,9 % | -     | 1,3 %  |
| Saxe                               | 49,5 % | 18,2 % | 12,4 % | -      | 9,0 %  | 1,2 % | 5,9 % | 3,8 %  |
| Saxe-Anhalt                        | 38,6 % | 24,7 % | 19,7 % | -      | 9,4 %  | 1,0 % | 5,3 % | 1,3 %  |
| Schleswig-Holstein                 | 43,5 % | 38,5 % | 11,4 % | 4,0 %  | 0,3 %  | 1,2 % | -     | 1,1 %  |
| Thuringe                           | 45,2 % | 21,9 % | 14,6 % | -      | 8,3 %  | 1,2 % | 6,1 % | 2,7 %  |
| Allemagne                          | 43,8 % | 33,5 % | 11,0 % | 3,8 %  | 2,4 %  | 2,1 % | 1,2 % | 2,1 %  |

### Différences régionales
| Länder                   | Union  | SPD    | FDP    | Grünen | PDS    | B90   | Autres |
| ------------------------ | ------ | ------ | ------ | ------ | ------ | ----- | ------ |
| Länder                   |        |        |        |        |        |       |        |
| Anciens Länder (ex-RFA)  | 44,3 % | 35,7 % | 10,6 % | 4,8 %  | 0,3 %  | -     | 4,3 %  |
| Nouveaux Länder (ex-RDA) | 41,8 % | 24,3 % | 12,9 % | -      | 11,1 % | 6,2 % | 3,7 %  |
| Allemagne                | 43,8 % | 33,5 % | 11,0 % | 3,8 %  | 2,4 %  | 1,2 % | 4,2 %  |